# Marlène van Gansewinkel
Marlène van Gansewinkel (Tilburg, 11 maart 1995) is een Nederlandse atlete, die gespecialiseerd is op de sprintafstanden (100 en 200 m) en het verspringen.

## Loopbaan

### Start en eerste successen
Van Gansewinkel, die vanaf haar geboorte een onderbeen en een onderarm mist, kwam in oktober 2012 voor het eerst met atletiek in aanraking, tijdens de Paralympische Talentdag van NOC*NSF. Daar werd ze ontdekt door bondscoach Guido Bonsen en uitgenodigd voor vervolgtrainingen bij de selectie. Na maanden trainen op een dagelijkse prothese, kreeg ze op 30 mei 2013 een eigen blade. Tijdens de Gouden Spike in Lisse dat jaar liep ze haar eerste wedstrijd op de 100 m, in een tijd van 15,42. Een week later, tijdens een wedstrijd in Berlijn, liep ze met 14,98 voor het eerst onder de vijftien seconden. In hetzelfde jaar maakte ze op de 100 m haar debuut op de wereldkampioenschappen in Lyon, waar ze zevende werd, in een persoonlijk record van 14,32.
Na drie vierde plaatsen (100, 200 en 400 m) en een vijfde plaats (verspringen) op de Europese kampioenschappen in Swansea in 2014, won ze tijdens de wereldkampioenschappen van 2015 in Doha (Qatar) een zilveren medaille bij het verspringen met een afstand van 5,27 m. Daarmee verdiende Van Gansewinkel, inmiddels fulltime atlete, een kwalificatie voor de Paralympische Spelen van 2016 in Rio de Janeiro.
Op die Spelen leverde Marlène van Gansewinkel de beste prestatie van haar carrière door bij het verspringen de bronzen medaille te winnen. Met een persoonlijk beste sprong van 5,57 m eindigde zij achter de Française Marie-Amélie Le Fur en de Britse Stef Reid. Bij de Europese kampioenschappen van 2018 in Berlijn won ze twee keer goud (100m, 200m) en zilver op het verspringen.
Op de Paralympische Zomerspelen 2020 won ze brons bij het verspringen met een sprong van 5,78 m.
Later in het toernooi won ze goud op de 100m en 200m.
Marlène is regerend wereldkampioen na haar winst op de 200 meter in een tijd van 25,74 tijdens het WK Para Atletiek in Kobe, Japan.

### Handicap
Van Gansewinkel mist vanaf haar geboorte haar linkeronderbeen en haar linkeronderarm. Vanaf dat ze 1,5 jaar was, heeft ze een beenprothese, waarmee ze heeft leren kruipen en vervolgens lopen. Toen ze acht jaar was, heeft ze een operatie gehad aan haar linkerbeen om het kuit- en scheenbeen aan elkaar te zetten, waardoor ze nu goed en stevig kan lopen met een beenprothese.

### Handicapklasse
Van Gansewinkel neemt deel in de klasse T/F64 (tot 2018 in T/F44). Deze klasse is voor atleten met een onderbeenamputatie of een vergelijkbare handicap aan één onderbeen. Haar arm telt niet voor de classificatie, omdat er geen klasse is voor de combinatie arm- en beenamputatie.

### Club
Van Gansewinkel was jarenlang lid van AV Attila, maar is in 2018 overgestapt naar het Amsterdamse Phanos.

## Persoonlijke records
| Onderdeel   | Klasse | Prestatie | Datum        | Plaats    |
| ----------- | ------ | --------- | ------------ | --------- |
| 100 m       | T/F64  | 12,59     | 30 juni 2024 | Hengelo   |
| 200 m       | T/F64  | 25,73     | 25 mei 2024  | Kobe      |
| 400 m       | T/F44  | 70,18     | 1 mei 2014   | Emmeloord |
| verspringen | T/F64  | 5,82      | 3 juni 2021  | Bydgoszcz |

## Palmares

### 100 m
- 2013: 7e WK te Lyon - 14,32 s
- 2014: 4e EK te Swansea - 14,11 s
- 2015: 4e WK te Doha - 13,49 s
- 2018:  EK te Berlijn - 12,85 s (WR)
- 2019:  WK Dubai - 12,96 s
- 2021:  Paralympische Spelen in Tokio - 12,78 s (PR)
- 2024:  Paralympische Spelen in Parijs - 12,72 s

### 200 m
- 2014: 4e EK te Swansea - 29,87 s
- 2015: 10e WK te Doha - 29,19 s
- 2018:  EK te Berlijn - 26,12 s
- 2021:  Paralympische Spelen in Tokio - 26,22 (SB)
- 2024:  WK te Kobe - 25,73 s (WR) WR melding NOS
- 2024:  Paralympische Spelen in Parijs - 26,14 s

### 400 m
- 2014: 4e EK te Swansea - 74,63 s

### verspringen
- 2014: 5e EK te Swansea - 4,21 m
- 2015:  WK in Doha - 5,27 m
- 2016:  Paralympische Spelen in Rio - 5,57 m
- 2018:  EK in Berlijn - 5,61 m
- 2019:  WK Dubai - 5,25 m
- 2021:  Paralympische Spelen 2020 in Tokio - 5,78 m
- 2023:  WK in Parijs - 5,40 m
- 2024:  Paralympische Spelen in Parijs - 5,87 m